# Stari Bračin
Stari Bračin (em cirílico: Стари Брачин) é uma vila da Sérvia localizada no município de Ražanj, pertencente ao distrito de Nišava. A sua população era de 298 habitantes segundo o censo de 2011.

## Demografia
| 1948 | 1953 | 1961 | 1971 | 1981 | 1991 | 2002 | 2011 |
| ---- | ---- | ---- | ---- | ---- | ---- | ---- | ---- |
| 702  | 745  | 706  | 621  | 561  | 445  | 371  | 298  |